# صیدا
صیدا یا صیدون (به عربی: صیدا، عبری:צִידוֹן، عبری استاندارد:Ẓidon، عبری تیبرایی:Ṣîḏōn، فنیقی: Ṣydwn) سومین شهر بزرگ لبنان است. این شهر در فرمانداری جنوبی لبنان کرانه مدیترانه، ۴۰ کیلومتری شمال صور و ۴۰ کیلومتری جنوب بیروت جای‌گرفته‌است. واژه صیدا معنای جای ماهیگیری می‌دهد.

## تاریخچه
پیشینه صیدا به هزاره چهارم پیش از زایش مسیح بازمی‌گردد و در آغاز یکی از مهم‌ترین شهرهای فنیقی‌ها بوده‌است. پاره‌ای این شهر را کهن‌ترین شهر فنیقی می‌دانند.

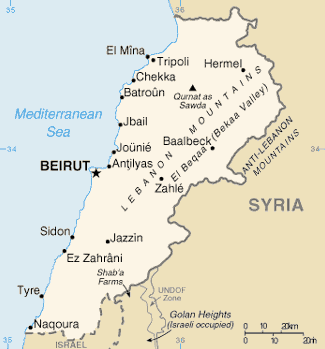
نقشهٔ لبنان

تا پیش از زایش مسیح ملت‌های بسیاری چون آشوریان، بابلیان، مصریان، هخامنشیان، یونانیان و سرانجام رومیان بر این شهر دست‌یافتند. هرود بزرگ و همچنین عیسی و پولس از این شهر دیدن‌کرده‌اند. سرانجام این شهر به دست عربها و عثمانیها افتاد.
سکه‌هایی از دوران امپراتوری اردشیر دوم هخامنشی از ساتراپی صیدا به دست آمده که روی آن نقش اردشیر سوار بر گردونه سلطنتی و پشت آن نقش یکی از ناوهای نیروی دریایی هخامنشیان دیده می‌شود. پس از وی اردشیر سوم نیز در ۳۵۱ (پیش از میلاد) بر این شهر چیره گشته‌است. در ۳۳۳ (پیش از میلاد) نیز این شهر به دست اسکندر مقدونی افتاد و اینچنین دوره هلنی در این شهر آغاز گشت.
در ۵۵۱-که در آن زمان این شهر بخشی از بیزانس بود-زمین‌لرزه هراسناکی بخش بزرگی از شهرهای فنقیه را ویران‌کرد، آموزشگاه قانون بیروت به صیدا سپرده شد. عرب‌ها در ۶۳۶ (میلادی) بر این شهر چیره شدند. در ۴ دسامبر ۱۱۱۰ (میلادی) در نخستین جنگ صلیبی صیدا تاراج‌شد. از آن پس این شهر بخش مهمی از پادشاهی اورشلیم شمرده‌می‌شد. در ۱۲۴۹ (میلادی) شرقیون این شهر را ویران‌کردند. مغولها نیز در ۱۲۶۰ باز این شهر را ویران‌کردند. پس از چندی عثمانی بر این شهر دست‌یازید تا اینکه پس از جنگ جهانی یکم این شهر به دست فرانسویان افتاد. در زمان جنگ جهانی دوم انگلیسی‌ها بر این شهر دست‌یافتند. پس از آن که لبنان به استقلال‌رسید صیدا یکی از شهرهای بزرگ این کشورشد.
در ۱۹۴۸ در پی تشکیل کشور اسرائیل گروهی از فلسطینیان به این شهر هم چون شهرهای دیگر لبنان روی‌آوردند.